# خانه گلاب خیام
خانه گلاب خیام مربوط به دوره پهلوی است و در دزفول، محله سیاهپوشان واقع شده و این اثر در تاریخ ۱۷ اسفند ۱۳۸۱ با شمارهٔ ثبت ۷۵۷۲ به‌عنوان یکی از آثار ملی ایران به ثبت رسیده است.